# János Benedek
János Benedek   (Kiskunmajsa, 20 de novembre de 1944) és un aixecador de peses hongarès, ja retirat, que va competir durant les dècades de 1960 i 1970.
El 1968 va prendre part en els Jocs Olímpics d'Estiu de Ciutat de Mèxic, on fou desè en la categoria del pes ploma del programa d'halterofília. Quatre anys més tard, als Jocs de Munic, va guanyar la medalla de bronze en la mateixa prova.
En el seu palmarès també destaquen tres medalles al Campionat del món d'halterofília, una d'or i dues de bronze, entre les edicions de 1970 i 1973, així com quatre medalles de bronze al Campionat d'Europa d'halterofília, entre les edicions del 1969 i 1973.